# Mahir Domi
Mahir Domi (n. 12 martie 1915, Elbasan, Regiunea Elbasan, Albania – d. 19 octombrie 2000, Tirana, Albania) a fost un lingvist, cercetător științific și profesor universitar albanez. El a fost unul dintre organizatorii și principalii participanți la Congresul de ortografie a limbii albaneze și membru al comisiei de urmărire a implementării noilor reguli ortografice ale limbii albaneze standard.

## Biografie
Domi s-a născut în orașul Elbasan. A început studiile secundare la școala normală din acel oraș și le-a terminat la Liceul francez din Korçë în 1937. S-a înscris apoi la Universitatea din Grenoble (Franța), unde a absolvit studii de filologie clasică în 1941. În același an a început să predea la Școala Normală din Elbasan, iar mai târziu a devenit directorul acestei școli. Începând din 1947 a lucrat la Institutul de Științe (un precursor timpuriu al Academiei de Științe a Albaniei) și ca lector la Institutul Pedagogic Superior din Tirana. Mahir Domi a făcut parte din colectivul științific care a redactat Dicționarul limbii albaneze (în albaneză Fjalori i gjuhës shqipe) în 1954. După înființarea Universității din Tirana (UT), a fost numit șeful catedrei de limba albaneză (1957-1962). A predat cursurile „Sintaxa limbii albaneze”, „Morfologia istorică a limbii albaneze” și „Istoria albanologiei”. De asemenea, a condus secția de gramatică și dialectologie a Institutului de Limbă și Literatură (în albaneză Instituti i Gjuhësisë dhe i Letërsisë) în perioada 1957–1991. Mahir Domi a fost unul dintre membrii fondatori ai Academiei de Științe a Albaniei și membru al prezidiului acesteia.
Activitatea științifică a lui Domi acoperă multe dintre domeniile filologiei: gramatică (sintaxă și morfologie), istoria limbii, istoria albanologiei, dialectologie și onomastică, lingvistica normativă, cultura limbajului, critica științifică, istoria literaturii etc. El a coordonat activitățile de alcătuire a cartotecii gramaticale și a importantei lucrări Gramatika e gjuhës shqipe („Gramatica limbii albaneze”), în două volume; a fost redactor-șef al acestei lucrări și coautor și redactor al volumului II („Sintaxa”). A redactat manualele academice Morfologjia historike e shqipes („Morfologia istorică a limbii albaneze”, 1961) și Sintaksa e gjuhës shqipe („Sintaxa limbii albaneze”, 1968-1969). De asemenea, a efectuat cercetări cu privire la unele teme generale ale sintaxei limbii albaneze și ale dezvoltării sale structurale și a publicat o serie de articole științifice. În domeniul istoriei literaturii, Domi a scris articole și studii cu privire la originea limbii albaneze și la legătura acesteia cu alte limbi balcanice, în special cu limba română, ca de exemplu Prapashtesa ilire dhe shqipe, përkime dhe paralelizma („Prefixe, corespondențe și paralelisme ilirice și albaneze”, 1974), Konsiderata mbi tiparet e përbashkëta të shqipes me gjuhët ballkanike dhe mbi studimin e tire („Considerații asupra caracteristicilor comune ale limbii albaneze cu alte limbi balcanice și studiul lor”, 1975), Mbi disa përkime dhe paralelizma sintaksore shqipe-rumune („Despre unele corespondențe și paralelisme albanezo-române”, 1977), Probleme të historisë së formimit të gjuhës shqipe, arritje dhe detyra („Probleme ale istoriei formării limbii albaneze, realizări și sarcini”, 1982).
În calitate de principal specialist în domeniul lingvisticii albaneze, Domi a fost membru al comisiilor care au avut sarcina standardizării ortografiei limbii albaneze în 1956 și 1967, coorganizator și participant la Congresul de ortografie a limbii albaneze din noiembrie 1972, membru al comisiei de urmărire a implementării noilor reguli ortografice și coautor al lucrărilor Drejtshkrimi i gjuhës shqipe („Ortografia limbii albaneze”, 1973), Fjalori drejtshkrimor i gjuhës shqipe („Dicționarul ortografic al limbii albaneze”, 1976), Rregullat e pikësimit në gjuhën shqipe („Reguli de punctuație în limba albaneză”, 1981; ediție nouă, 2002).
Domi a făcut parte din mai multe comisii care au alcătuit dicționare de terminologii din diverse domenii, printre care și Fjalori i termave të gjuhësisë (Dicționarul termenilor lingvistici) din 1975. El a fost coordonatorul și redactorul principal al lucrărilor Atlasi dialektologjik i gjuhës Shqipe („Atlas dialectologic al limbii albaneze”) și Dialektologjia Shqiptare („Dialectologie albaneză”), care au o importanță majoră în domeniul lingvisticii albaneze. De asemenea, a fost inițiatorul colectării materialului onomastic, coautor al chestionarului pentru colectarea informațiilor toponimice și autor al unor articole cu privire la toponimie.
Domi a studiat, de asemenea, literatura albaneză veche scrisă în alfabet arab și a colaborat la redactarea secțiunii de literatură a importantei lucrări Historia e letërsisë shqipe („Istoria literaturii albaneze”, vol. I, Universitatea din Tirana, 1959, vol. II, Academia de Științe a Albaniei, 1983). În calitate de specialist în domeniul lingvisticii, Domi a contribuit la dezvoltarea culturii criticii științifice din Albania.

## Onoruri
- „Mësues i Popullit” (Învățător al poporului)
- „Çmimi i Republikës i shkallës së parë” (Premiul Republicii clasa a II-a), de două ori